# Necrópolis de Los Villares
La necrópolis de Los Villares, cuya época corresponde al ibérico antiguo y pleno (siglos VI-IV a. C.), se localiza en el término municipal de Hoya-Gonzalo (Albacete, España), situada en las estribaciones de los Altos de Chinchilla de Monte-Aragón, a 4 km de la localidad, en las inmediaciones de la antigua vía Heraclea.
Descubierta por el historiador local de Hoya Gonzalo, Santiago Núñez Delicado y declarado Bien de Interés Cultural el 28 de abril de 1992 con el identificador del bien otorgado por el Ministerio de Cultura de España: RI-55-0000363. 
La necrópolis ocupa una extensión de 0,5 ha con una cronología de los siglos VI al IV a. C., y fue utilizada durante más de seis generaciones. Entre los materiales destaca el complejo escultórico que representa un guerrero a caballo de principios del siglo V a. C. (en torno al 490 a. C.), considerada la escultura ibérica de mayor tamaño (1,8 m de altura), cuyo pedestal apareció "in situ" en el momento de la excavación en una tumba de adobe, y que va vestida de modo similar a los guerreros de Porcuna, y con caballo ricamente ataviado. Una segunda escultura corresponde al Jinete a caballo, encontrada sobre la tumba tumular n.º 20, fechada gracias a los materiales asociados que incluyen 10 cántaros de San Valentín, en torno al 410 a. C. Algunas tumbas, como la n.º 25, que han sido excavadas, han proporcionado abundantes materiales procedentes de un banquete funerario (silicernium). Destacan las cerámicas de importación, procedentes de Grecia, como un enócoe ático, un askos, aríbalos, y otras, presumiblemente comercializadas a través de Emporion (Ampurias).
La necrópolis presenta varios aspectos interesantes. Por un lado, ofrece una periodización secuencial de las primeras fases evolutivas del mundo ibérico en la zona. Por otro lado, las importaciones (cerámicas griegas, materiales púnicos, etruscos, etc.) han permitido una datación extraordinariamente precisa. Los aríbalos de la colonia griega de Naucratis, la cerámica griega o el hallazgo de un escarabeo púnico parecen dar pistas acerca de los nodos de intercambio a larga distancia en el Mediterráneo. 